# Bäckgelélav
Bäckgelélav (Collema glebulentum) är en lavart som först beskrevs av Nyl. ex Cromb., och fick sitt nu gällande namn av Degel. Bäckgelélav ingår i släktet Collema och familjen Collemataceae.  Arten är reproducerande i Sverige. Inga underarter finns listade i Catalogue of Life.